# Вільмош Дан
Вільмош Дан (угор. Dán Vilmos, 10 вересня 1902, Аніна — 10 жовтня 1959, Будапешт) — угорський футболіст, що грав на позиції нападника. Відомий виступами, зокрема, за клуб «Ференцварош», а також національну збірну Угорщини.

## Клубна кар'єра
З підліткового віку протягом 11 років грав у команді «Феварош ТК», що виступала у другому і навіть третьому дивізіонах чемпіонату Угорщини.
Після введення професіоналізму у 1926 році  Дан отримав запрошення приєднатись до команди «Ференцварош». Дебютував у складі команди наприкінці жовтня у товариській грі з австрійською командою «Вієнна» (2:2). В чемпіонаті почав грати з листопада, в 12 матчах забив 13 голів, посівши друге місце у списку найкращих бомбардирів сезону. А команда у підсумку стала переможцем і чемпіонату Угорщини і володарем кубка Угорщини (в кубку на рахунку Дана 7 голів у 5 матчах). Партнерами Дана по лінії атаки клубу були такі відомі футболісти, як Імре Шлоссер, Міхай Патакі і Вільмош Кохут. Всього менш ніж за рік виступів Вільмош Дан забив у складі «Ференцвароша» 37 голів у 43 матчах.
Незважаючи на вдалу гру, контракт з «Ференцварошем» не продовжив і новий сезон 1927-1928 років розпочав у «Уйпешті», де зіграв 5 матчів (і забив 2 голи) і перебрався до команди «Кішпешт». Після «Кішпешта» також грав у клубах «Шомодь» і «Вашаш».
Загалом у вищому дивізіоні чемпіонату Угорщини зіграв 63 матчі і забив 33 голи.
| Дата       | Місто  | Господарі      | Результат | Гості    | Турнір           | Голи | Примітки |
| ---------- | ------ | -------------- | --------- | -------- | ---------------- | ---- | -------- |
| 10/04/1927 | Відень | Австрія        | 6 – 0     | Угорщина | товариський матч | -    |          |
| 24/04/1927 | Прага  | Чехословаччина | 4 – 1     | Угорщина | товариський матч | -    |          |
| Усього     |        | Матчів         | 2         |          | Голів            | 0    |          |

## Досягнення
- Чемпіон Угорщини: (1)

«Ференцварош»: 1926–1927
- Володар кубка Угорщини: (1)

«Ференцварош»: 1927